# Joerg Zboralski
Joerg Zboralski (* 22. März 1967 in Wattenscheid; † 27. März 2014 in Hamburg) war ein deutscher Künstler (Konzeptkunst, Installationen, Fotografie, Theaterregie, Bühnenbild).

## Leben
Joerg Zboralski studierte von 1985 bis 1992 an der staatlichen Kunstakademie Düsseldorf Malerei bei Gerhard Richter. Er war dessen Meisterschüler seit 1992. 2002 erhielt er den Förderpreis der Stadt Düsseldorf. Gefördert wurde er zudem durch ein New-York-Stipendium sowie durch die Ernst-Poensgen-Stiftung.
Der künstlerischen Arbeit Zboralskis liegt ein veränderter Begriff von Autorenschaft zugrunde. Mit der Intention, die Kunst vom Repräsentations- und Dekorationsbedürfnis der bürgerlichen Kultur zu befreien, eignet sich Zboralski anti-auratisches Material an, legt Dokumentensammlungen aus der Kunstwissenschaft (Konstruktivismus, Conceptual Art, Minimal, Earth Art) und esoterischen Grenz- und Pseudobereichen (Ufologie, Science Fiction) an. Er bezieht Devotionalienkult jugendkultureller Pop-Phänomene sowie außerkünstlerische Materialisationen ein, um aus scheinbar disparaten Welten ein neues geistigen System zu knüpfen.
Dabei greift er natur-, wie auch geisteswissenschaftliche Methodologien auf, weil das Werk sich nicht als individualistische Selbstäußerung entwickelt, sondern sich als Modell von Referenzen, Bezügen, Verweisen und Konnotationen gewissermaßen selbst äußert.
Die aus diesem Werkbegriff resultierende Distanz zum generellen Selbstverständnis künstlerischer Autorenschaft macht veränderte Präsentationsmechanismen für das Werk notwendig. Zboralski übernimmt dabei wissenschaftliche und museologische Dispositive, die als formale Systeme Stellvertreterfunktionen übernehmen. Um seine Sammlungen, Recherchen und Materialagglomerationen zu systematisieren, zu konzentrieren und auf einen zündenden Punkt zu bringen, übernimmt der Künstler in Personalunion die Rollen des Kurators, Auftraggebers, Kunstwissenschaftlers und seines eigenen Museumsdirektors. Das individuelle Werk relativiert sich als ein gesellschaftlicher Prozess, bei dem es viele Beteiligte gibt.

## Ausstellungen (Auswahl)
- 1994: Integrale NGBK Berlin
- 1997: Area 51, Bochynek Galerie, Düsseldorf
- 1999: Projekt: Mangelhafter Fünfling/Ringausläufer, Landesgartenschau Oberhausen
- 1999: Basler Flugblätter 1, Murray Guy Gallery, New York
- 2000: unknown reality, OHIO Vitrine, Eintrachtstr.2, Köln
- 2000: Basler Flugblätter 2, Bochynek Galerie, Düsseldorf
- 2001: Tische der Kommunikation. Museum Folkwang Essen
- 2001: 2. Liga Nord, Galerie mini, Duisburg
- 2001: Das Gordon-Matta-Clark-Problem, Bochynek Galerie, Düsseldorf
- 2002: Wilfried 9. Theater der Welt, X-Wohnungen, Duisburg
- 2003: Sun Ra und Outer space, Kabinett der Agenten, Star Sun, Duisburg-Rheinhausen
- 2003: muss ja. Leute und Flugobjekte, Schauspielhaus Bochum (mit Sibylle Berg)
- 2005: „planet“, 2. Berliner Kunstsalon, Arena Berlin, Sondershow
- 2006: Capribatterie e.V. Kunsttransfer Düsseldorf – Neapel, Kunsthalle Düsseldorf (mit Jörg Paul Janka) und Fondazione Morra, Neapel (mit Jörg Paul Janka)
- 2006: Globus Dei. Der Ball und die Kunst, Quadrat Bottrop – Josef Albers Museum (mit Jörg Paul Janka)
- 2008: Wilfried 9. IMPAKT Filmfestival, Utrecht (NL)

## Inszenierungen
Seit 2008 feste Zusammenarbeit mit der Regisseurin Mirja Biel als Regieduo "Biel/Zboralski" auch in den Bereichen Bühne und Kostüm
- Die bitteren Tränen der Petra von Kant nach Rainer Werner Fassbinder, BHK, Theater Bremen, 2008
- WERTHER! nach Johann Wolfgang Goethe, Co-Regie, Musik und Video,  Deutsches Theater Göttingen, 2009
- Das stille Kind nach Martin Crimp, Musik, Neues Schauspielhaus, Theater Bremen, 2009
- LA DOLCE VITA (UA) nach Federico Fellini, Co-Regie, Musik, Video und Fassung, Neues Schauspielhaus, Theater Bremen, 2010
- Herr Schuster kauft eine Strasse (UA) nach Ulrike Syha, Regie, Musik, Video und Kostüm, Nationaltheater Mannheim, 2010
- Groß und Klein nach Botho Strauß, Regie, Bühne, Musik, Video und Kostüme, Neues Schauspielhaus, Theater Bremen, 2010
- Ulrike Maria Stuart nach Elfriede Jelinek, Regie, Bühne und Kostüme, BHK, Theater Bremen, 2011
- Leonce und Lena nach Georg Büchner, Regie und Bühnenbild, Neues Schauspielhaus, Theater Bremen, 2011
- "Herr mit Sonnenbrille" von Gerhild Steinbuch, Regie, Video und Musik, Theater Chemnitz, 2021